# Меран (лунный кратер)
Кратер Меран (лат. Mairan) — крупный ударный кратер в области северо-восточного побережья Океана Бурь на видимой стороне Луны. Название присвоено в честь французского геофизика, астронома и хронобиолога Жана д’Орту де Мерана (1678—1771) и утверждено Международным астрономическим союзом в 1935 г. Образование кратера относится к позднеимбрийскому периоду.

## Описание кратера
Ближайшими соседями кратера являются кратер Лувиль на северо-западе; кратер Шарп на севере-северо-востоке и кратер Груйтуйзен на юге-юго-востоке. На востоке от кратера Меран находятся горы Юра и, за ними, Залив Радуги; на юге-юго-востоке - пик Груйтуйзен-Гамма; на юге-юго-западе - борозда Мерана. Селенографические координаты центра кратера 41°36′ с. ш. 43°30′ з. д. / 41,6° с. ш. 43,5° з. д., диаметр 39,5 км, глубина 2670 м.
Кратер Меран имеет полигональную форму и практически не разрушен. Вал с четко очерченной острой кромкой, внутренний склон террасовидной структуры. Высота вала над окружающей местностью достигает 1030 м, объем кратера составляет приблизительно 1200 км³. Дно чаши сравнительно ровное, за исключением пересеченной восточной части.
На западе от кратера Меран располагается сателлитный кратер Меран Т – предположительно кратер на вершине щитового вулкана.

## Сателлитные кратеры
| Меран | Координаты                                            | Диаметр, км |
| ----- | ----------------------------------------------------- | ----------- |
| A     | 38°38′ с. ш. 38°47′ з. д. / 38,64° с. ш. 38,79° з. д. | 15,8        |
| C     | 38°38′ с. ш. 46°06′ з. д. / 38,64° с. ш. 46,1° з. д.  | 6,4         |
| D     | 41°00′ с. ш. 45°32′ з. д. / 41° с. ш. 45,54° з. д.    | 10,0        |
| E     | 37°49′ с. ш. 37°14′ з. д. / 37,81° с. ш. 37,24° з. д. | 5,6         |
| F     | 40°19′ с. ш. 45°10′ з. д. / 40,31° с. ш. 45,17° з. д. | 8,4         |
| G     | 40°54′ с. ш. 50°50′ з. д. / 40,9° с. ш. 50,83° з. д.  | 5,6         |
| H     | 39°19′ с. ш. 40°04′ з. д. / 39,31° с. ш. 40,06° з. д. | 4,5         |
| K     | 40°50′ с. ш. 41°06′ з. д. / 40,83° с. ш. 41,1° з. д.  | 6,0         |
| L     | 39°04′ с. ш. 43°13′ з. д. / 39,07° с. ш. 43,22° з. д. | 6,0         |
| N     | 39°11′ с. ш. 45°35′ з. д. / 39,19° с. ш. 45,59° з. д. | 5,9         |
| T     | 41°47′ с. ш. 48°23′ з. д. / 41,79° с. ш. 48,39° з. д. | 3,0         |
| Y     | 42°48′ с. ш. 44°08′ з. д. / 42,8° с. ш. 44,14° з. д.  | 5,7         |

- Сателлитные кратеры Меран A и Меран G включены в список кратеров с яркой системой лучей Ассоциации лунной и планетарной астрономии (ALPO)[6].

## См.также
- Список кратеров на Луне
- Лунный кратер
- Морфологический каталог кратеров Луны
- Планетная номенклатура
- Селенография
- Минералогия Луны
- Геология Луны
- Поздняя тяжёлая бомбардировка